# Хрустали
Хрустали — деревня в Малоярославецком муниципальном районе Калужской области. Входит в сельское поселение «Деревня Ерденево». При селе — кладбище, сохранились гранитные надгробия.

## География
Находится недалеко от берегов реки Суходрев. Рядом — Ерденево.

## История
Бывшее село, прежнее название Хростом.
Упоминаются находки длинных курганов, датировка неизвестна.
В начале XVI века села Хрусталь и Степанчиково в Оболенске — родовая вотчина князя Бориса Михайловича Турени-Оболенского (1450-е — 1501), родоначальника князей Турениных.
По дозорной книге Оболенского уезда 7138-7140 (1627/29) годов «за стольником за князем Васильем княж Ивановым сыном Турениным родовая ево вотчина, половина села Хрусталю на речке на Поповике да деревня Ерденева с пустошьми».
После смерти Туренина в 1633 году Ерденево вместе с селом Хрусталь перешло к Петру Александровичу Репнину.
В 1705 (скорее всего, в 1750) году упоминается каменная церковь Смоленской иконы Божией Матери в селе Хрустали. Полное название — Во имя Смоленской Божией Матери Одигитрии, объект культурного наследия.
Предположительная дата постройки — 1747 год, утрачена, место застроено. Церковь в Хрусталях имела кубический 2-светный четверик, невысокий и широкий световой восьмерик и на вершине гранёной крыши — 8-гранный барабанчик с главкой. Равноширокая четверику квадратная 2-столпная трапезная и более узкий 5-гранный алтарь были высотой в половину четверика.
В XVIII веке управляется Коллегией экономии. Стоит на реке Хрустальной (Христальский) исток, притоке Суходрева. В селе церковь деревянная Архангела Михаила (?).
В 1930 году поднимается вопрос о сносе ветхой деревянной церкви.

## Население
| 2002 | 2010 |
| ---- | ---- |
| 54   | ↗89  |